# Wojciech Kaczkowski
Wojciech Kaczkowski herbu Pomian (zm. po 9 czerwca 1531 roku) – kasztelan kruszwicki w latach 1514–1531, kasztelan kowalski w latach 1513–1514, sędzia inowrocławski w latach 1503–1513, cześnik inowrocławski w 1502 roku.
Poseł na sejm piotrkowski 1504 roku z województwa brzeskokujawskiego. Poseł na sejm piotrkowski 1510 roku z województwa brzeskokujawskiego i województwa inowrocławskiego.